# Холов ефекат
Холов ефекат је појава када у материјалу чврстог агрегатног стања кроз који је пропуштена струја и који је постављен у спољашње попречно магнетно поље, долази до појаве попречног напона. До појаве долази када је проводни материјал постављен тако да вектор магнетног поља заклапа прав угао са смером протицања електричне струје кроз проводник. Правац попречног напона који се јавља је управан и на правац магнетног поља и на правац протицања струје.
Холов ефекат је назван по америчком научнику Едвину Херберту Холу (енгл. Edwin Herbert Hall) који је појаву открио 1879. године. Термин Холов ефекат се односи на појаву попречног напона, тзв. Холов напон, који се јавља између крајева тракастог елемента овог проводног или полупроводног материјала. Такав тракасти елемент се још назива и Холова шипка или ван дер Пауов елемент.

## Занимљивости
Хол је на овом експерименту почео да ради припремајући своју докторску дисертацију. Хол је заправо покушао да одговори на питање које је раније поставио Максвел а гласи: да ли се електрична отпорност проводника у облику завојнице мења у присуству магнета?
Овим експериментом, Хол је осмислио начин којим је могуће одредити поларитет слободних носиоца наелектрисања у неком материјалу. У ширим научним круговима, Холов експеримент је послужио као први доказ да се струја у металним проводницима може преносити не само негативним већ и позитивним наелектрисањима. Интересантно је да је овај експеримент послужио и као смерница да је у неким супстанцама (посебно полупроводницима) упутније позитивна наелектрисања посматрати као позитивне „рупе“ а не као негативне електроне. Код Холовог ефекта примењеног на алуминијум и магнезијум, експериметналне вредности су јасно указале на позитиван предзнак носиоца наелектрисања, односно постојање позитивних „рупа“. Овим открићем је директно распршено тадашње веровање у научним круговима по коме су електрони искључиви преносиоци наелектрисања. 
Лорд Келвин, који је у то време био један од најпознатиних научника, упоредио је Холово откриће са, по њему највећим од свих открића, Мајкла Фарадеја. Величина Холовог открића постаје још већа ако се зна колико се мало знало о електрицитету у то време. Илустрације ради, електрон је идентификован тек 10 година касније.

## Приказ Холовог експеримента
Холов ефекат се јавља услед сила које делују унутар проводника изложеног магнетском пољу. Када се проводник унесе у спољашње магнетско поље, индукције В, тада на слободне носиоце наелектрисања делује тзв. Лоренцова сила.
Хол је у овом експерименту користио тракасти проводник, како би практично реализовао претпоставку искључиво раванског кретања наелектрисања унутар поља, односно кретања које је потпуно управно на правац вектора магнетне индукције. Ова претпоставка олакшава израчунавање Лоренцове силе и истовремено резултате експеримента чини јаснијим и очигледнијим. Тако се, услед раванске геометрије проводника, ток електрона сматра приближно једнослојним а њихово кретање унутар тог једног слоја проводника искључиво у (види слику) „хоризонталном“ и „вертикалном“ правцу.

### Математичка интерпретација Холовог експеримента
Када се овакав равански проводник унесе у магнетско поље индукције B тада на слободне носиоце наелектрисања који се крећу унутар проводника почиње да делује Лоренцова сила. Смер и правац дејства Лоренцове силе одређен је следећим векторским производом :
{\displaystyle {\vec {F}}_{Lorenc}=Q\cdot {\vec {v}}\times {\vec {B}}}
где је F - вектор Лоренцове силе, Q - количина наелектрисања која се налази под дејством магнетног поља, v - вектор брзине носиоца наелектрисања, B - вектор магнетне индукције спољашњег поља.
Из формуле се види да интензитет и нарочито правац вектора Лоренцове силе зависи од правца и смера два вектора: брзине наелектрисања и магнетне индукције. Тај правац ће бити, услед особина векторског производа, управан на векторе B и v, односно простираће се у равни проводника и то у вертикалном правцу. Смер Лоренцове силе ће за наелектрисања супротног поларитета бити супротан тако да ће, према слици, за негативне носиоце бити усмерен навише а за позитивне наниже. Дакле, услед дејства Лоренцове силе појавиће се, поред линијског-хоризонталног кретања наелектрисања у правцу проводника и бочно-вертикално кретање. Тако ће се негативни носиоци нагомилавати уз горњу ивицу проводника а позитивни носиоци уз доњу ивицу проводника. Услед нагомилавања наелектрисања супротног знака, доћи ће до појаве електричног поља унутар тракастог елемента, чија је апсолутна вредност:
{\displaystyle \mid V_{neg}-V_{poz}\mid \ =E_{H}d}
где су Vneg и Vpoz - потенцијали крајева тракастог елемента са негативним и позитивним наелектрисањем, ЕH - Холов напон, v - брзина наелектрисаних честица, B - интензитет магнетне индукције спољашњег магнетног поља и d - ширина тракастог елемента.
Нагомилавање наелектрисања ће довести до пораста разлике потенцијала и интентзитета електричног поља на супротним ивицама тракастог проводника које ће трајати до тренутка када интензитет поља достигне интензитет Лоренцове силе. У том тренутку ће се успостаити динамичка равнотежа која се моделира следећом једначином:
{\displaystyle E_{H}d\ =vBd}
Густина струје у тракастом елементу се може израчунати помоћу следеће формуле:
{\displaystyle J\ =NQv}
где је Ј - густина струје наелектрисања, Q - количина наелектрисања, N - концентрација слобофних носиоца наелектрисања и v - брзина наелектрисаних честица.
Ако из претходне једначине изразимо брзину наелектрисаних честица и заменимо је у формулу једнакости Холовог напона и разлике потенцијала, добићемо израз:
{\displaystyle \mid V_{neg}-V_{poz}\mid ={\frac {JdB}{NQ}}}
где је N - концентрација слободних носиоца наелектрисања.
Једина мана Холове теорије је у томе што се теже примењује на метале који су вишевалентни, тј. имају више од једног валентног електрона. Проблем тачног одређивања величине N јесте једина потешкоћа у практичној примени Холовог ефекта. Ако претпоставимо да је метални проводник једновалентан тада се N може израчунати помоћу следеће формуле:
{\displaystyle N={\frac {\varrho _{m}\ N_{A}}{M}}}
где је N - концентрација слободних носиоца наелектрисања, NА - Авогадров број, ρ - густина масе материјала и М - атомска маса материјала.
У том случају је могуће одговарајућим инструментима измерити разлику потенцијала Vneg - Vpoz, густину струје и ширину тракастог елемента, као и количину наелектрисања тако да као једина непозната величина преостаје интензитет вектора магнетне индукције B те се ова метода на овај начин ефикасно примењује у мерењима магнетне индукције. Сензори који користе Холов ефекат се зато зову Холови сензори.
Поред директних мерења индукције магнетног поља Холови сензори се користе и у индиректним мерењима протока и притиска флуида или снаге електричних потрошача. Тако се, поред Холовог напона који је претходно описан, у индиректним мерењима нарочито користи још једна изведена величина која такође носи име овог научника. Наиме, количник Холовог напона и измерене количине струје се назива Холова отпорност.
{\displaystyle R_{H}={\frac {E_{H}}{I}}}
У феромагнетним материјалима (али и парамагнетним материјалима унетим у спољашње магнетско поље) Холова отпорност садржи и додатну компоненту која је познатија као Аномалија Холовог ефекта (или Посебан Холов ефекат) који директно зависи од степена магнетизације материјала и често је далеко већег интензитета од стандардног Холовог ефекта (напомињемо да овај ефекат није повезан са доприносом који магнетизација има на спољашње поље, како би се могло претпоствити). Иако је појава Посебног Холовог ефекта запажена, још увек не постоји сагласност о пореклу овог ефекта који се јавља у различитим материјалима. Посебан Холов ефекат може бити или спољашњег порекла (потиче од неуређености) услед расејања носиоца наелектрисања које је зависно од својства спина, или унутрашњег порекла услед ефекта Беријеве фазе у простору момента кристала (к-простор).

## Примене Холових сензора
Уређаји засновани на Холовом ефекту по природи производе одзивни сигнал који је малог интензитета и захтева појачавање. Појачавачи на принципу вакуумских цеви, коришћени у првој половини двадесетог века, били су због високе цене, габарита, потрошње енергије, и непоузданости у условима свакодневне употребе, применљиви искључиво у лабораторијским условима. Тек са продором технологије интегрисаних кола и појавом далеко мањих, јевтинијих и поузданијих појачавача, Холови сензори улазе у масовну примену. Бројни уређаји који су тренутно доступни на тржишту, у себи заправо садрже Холов сензор и интегрисано коло које је заправо појачавач са високим коефицијентом појачања. Ова два уређаја се на нивоу данашње технологије испоручују у јединственом заједничком кућишту.
Када су правилно произвођачки упаковани и заштићени, Холови сензори су отпорни на прашину, блато и воду. Ова особина чини Холове сензоре квалитетнијим у применама детекције положаја у односу на конкурентске технологије какве су оптичко или електромеханичко детектовање. Првенствена предност се огледа у теоријској линеарној зависности мерене величине у односу на улазне величине.